# Phasicnecus peropalinus
Phasicnecus peropalinus är en fjärilsart som beskrevs av Rothschild 1917. Phasicnecus peropalinus ingår i släktet Phasicnecus och familjen Eupterotidae. Inga underarter finns listade i Catalogue of Life.